# Gastronomía de al-Ándalus

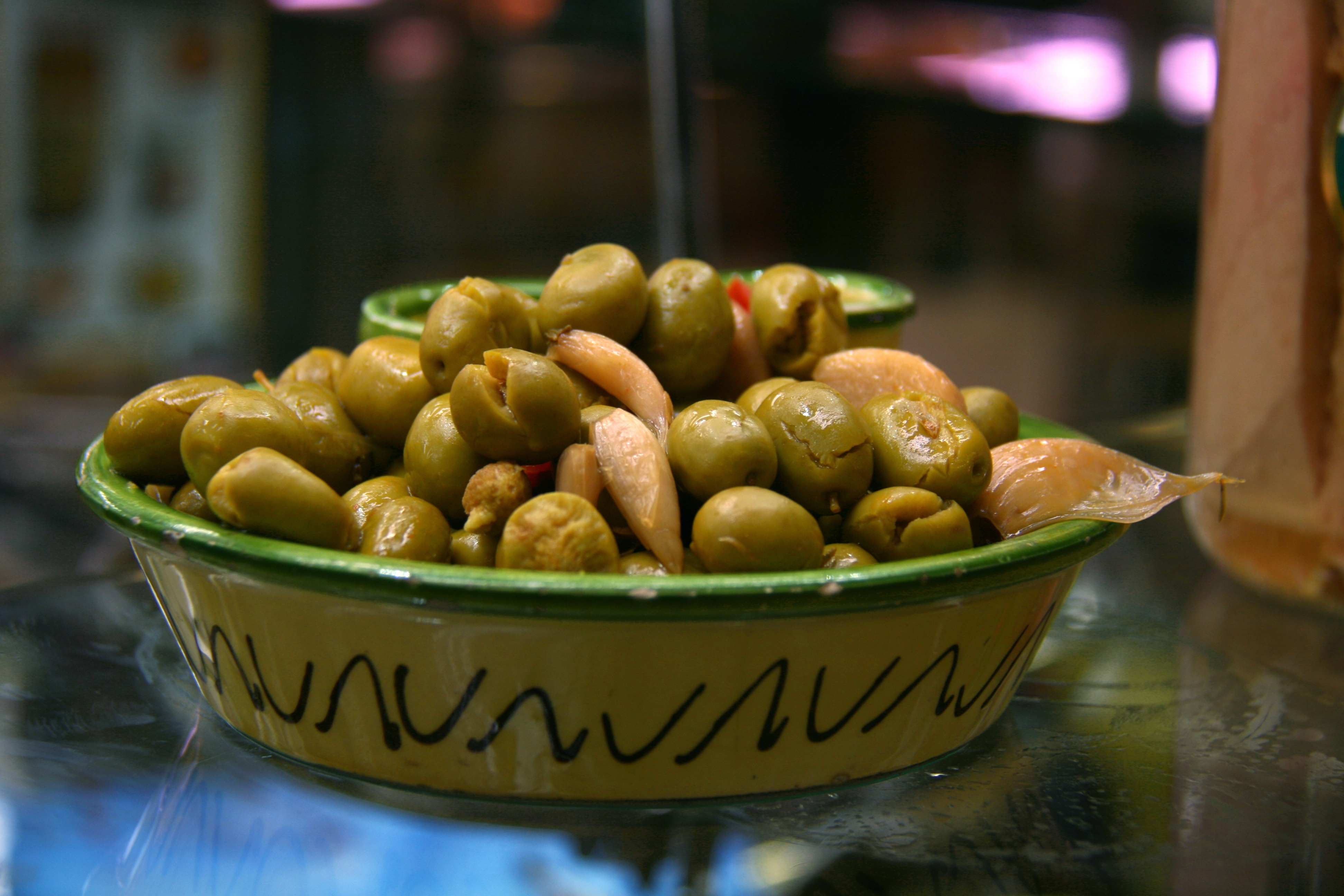
El consumo de aceitunas en la cocina española, típica del Ándalus.

La gastronomía andalusí (en árabe, المطبخ الأندلسي al-mutbaj al-andalusí) fueron las costumbres culinarias que tuvieron lugar en al-Ándalus, territorio de la península ibérica que durante el medievo (711 - 1492) estuvo bajo dominio musulmán. La cocina andalusí es conocida por las referencias literarias de ciertos escritores como: Ibn Razin al-Tuyibi, médicos de la época como al-Gafiqi que describe la forma de cocinar los alimentos en un tratado de oftalmología, las referencias realizadas en las obras del lingüista al-Zubaydi y del botánico Abu-l-Hay, así como los estudios glosados en volúmenes de geografía de Ibn al-Ziyyat e al-Razi. No obstante existe una amplia documentación en tratados monográficos donde se detallan los procesos de cocción, guisado, etc de los alimentos y las costumbres asociadas a su consumo. 
Hoy en día algunas de las recetas de la gastronomía de España y de Portugal tienen aromas y recuerdos de esta gastronomía que ejerció su influencia sobre el territorio durante casi 800 años.

## Ingredientes
Los pescados y mariscos formaban parte habitual de la gastronomía de las zonas costeras tal y como se menciona en los textos de Ibn Zuhr. Se comía atún pescado en las playas situadas entre Cádiz y Algeciras. Los pescados se comían frescos o tratados para su conservación, tales como salazones secados al sol, mezclados con vinagre. Otros eran consumidos como condimento alimenticio (murri al-hut), tal y como lo describe el escritor granadino al-Tignari.
Los alimentos más elaborados eran los cereales, las legumbres, las hortalizas y las verduras en general. Se elaboraban platos muy diversos con cebada, trigo y harinas varias. Algunas de las más famosas son el al-atriya, al-nasa, al-sawiq y al-Kusk.
Era muy habitual cocinar la carne acompañada de trigo. Existían otras formas también populares en las que, como el al-skibay, se cocinaba la carne con vinagre y con condimentos al-mutabbajar, que podía ser carne guisada con mosto y diversas hierbas aromáticas. Los acompañamientos de las carnes eran las verduras tales como la coliflor, coles o nabos. Se elaboraban embutidos (al-marqas) con carne picada y envuelta en su propia grasa y especias, metida en tripas de cordero.

## Literatura
Existen libros sobre la temática desde 1260.

## Platos
- xarab (en árabe: شراب) es el origen etimológico de la palabra jarabe. El xarab era una mezcla de diferentes frutas, flores, especias y hierbas.
- sorbete proviene del árabe sherbet.
- falafel de garbanzos.

## Literatura
- "El Abastecimiento Alimentario en el Reino de Granada (1482-1510)",Teresa de Castro Martínez, Granada, 2000.
- "Al-Andalus, la cocina y su historia", de L. Benavides-Barajas, editorial Dulcinea-1992
- "La cocina de al-Andalus", Inés Eléxpuru, Madrid, Alianza, D.L. 1994
- Ambrosio Huici Miranda: Cocina hispano-magrebí durante la época almohade: según un manuscrito anónimo del siglo XIII. (2005) Ediciones Trea, S.L. ISBN 84-9704-175-5 (edición original 1956-1957)